# 알렉산드르 노바크
알렉산드르 발렌티노비치 노바크(러시아어: Александр Валентинович Новак; 1971년 8월 23일 아우디이우카, 도네츠크주, 우크라이나 SSR 출생)는 2020년 11월부터 현재까지 러시아 부총리를 맡고 있는 러시아의 정치인이다.
이전에는 2012년부터 2020년까지 러시아 에너지부 장관을 지냈으며, 2020년 11월 루스기드로의 총괄 이사인 니콜라이 슐기노프로 교체되었다.

## 경력
1993년 노릴스크 산업 연구소를 졸업하고 금속공학 분야의 경제 및 경영 전문가가 되었다.

### 노르니켈 회계사 (1993-1999)
1993년부터 1997년까지 노르니켈 광업 및 제련 단지의 회계부 재정국장을 역임했다. 1997년부터 1999년까지는 단지의 세금 계획 부서를 이끌었다.

### 지방 및 지역 정치 입문 (2000–2008)
2000년부터 2002년까지 그는 노릴스크의 경제 및 재정 담당 부시장 겸 노릴스크의 첫 번째 부시장이었다. 2002년부터 2007년까지 크라스노야르스크 변경주 행정부 재정 관리 본부장, 크라스노야르스크 변경주 부지사 및 크라스노야르스크 변경주 재정 당국 본부장을 역임했다.

### 재정부 차관 (2008–2012)
2008년 9월부터 2012년 5월까지 그는 러시아 재정부 차관이었다.

### 에너지부 장관 (2012–2020)

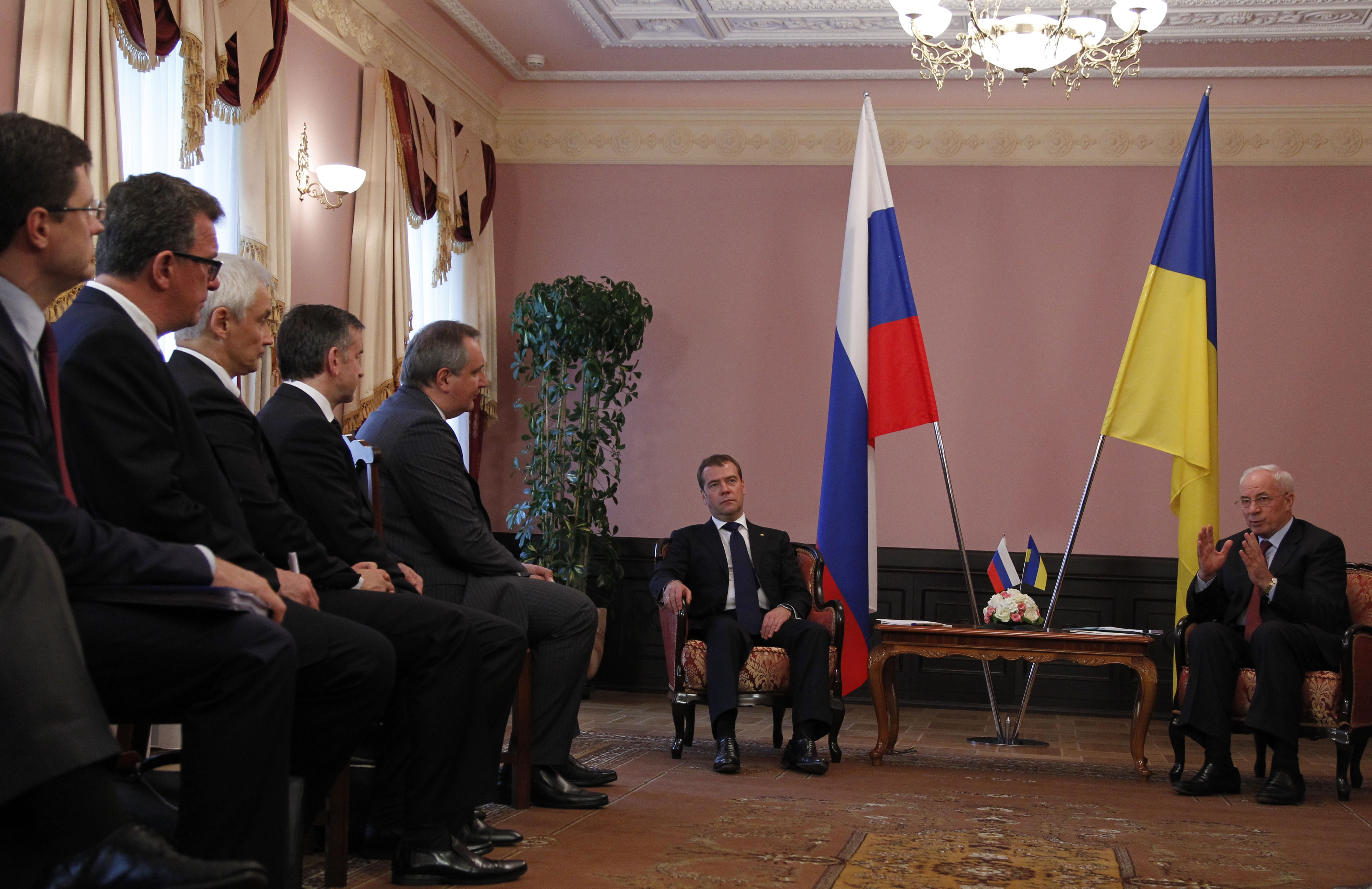
노바크, 러시아 총리 드미트리 메드베데프 및 우크라이나 총리 미콜라 아자로우, 2012년 6월 27일

2012년 5월, 그는 드미트리 메드베데프 내각의 에너지부 장관으로 임명되었다.
2020년 1월 15일, 메드베데프는 대통령 블라디미르 푸틴이 헌법 개정안을 제안하는 연방 의회 연설을 한 후 내각에서 사임했다.
2020년 1월 21일, 그는 미하일 미슈스틴 내각에서 에너지부 장관직을 맡게 되었다.

### 에너지 담당 부총리 (2020년-현재)
2020년 11월 10일 개각에서 미하일 미슈스틴은 노바크의 에너지부 장관직을 연료-에너지 복합 단지 담당 부총리로 교체했다.
노바크는 10월 12일부터 14일까지 모스크바에서 열린 2022년 러시아 에너지 주간 포럼의 기조 연설자였다.
2023년 3월 16일, 노바크는 사우디아라비아 리야드에서 사우디아라비아 에너지부 장관 압둘아지즈 빈 살만 알 사우드 왕자와 만나 OPEC+ 내에서 사우디아러시아 협력을 지속하는 방안을 논의했다.
2023년 5월, 노바크와 미슈스틴은 베이징을 방문하여 중국 주석 시진핑을 만났다. 노바크는 2023년에 중국에 대한 러시아 에너지 공급이 전년 대비 40% 증가할 것이라고 말했다.
2025년 5월, 푸틴은 노바크의 석탄 산업 구제 계획을 승인했다.

## 제재
2022년 9월, 미국은 러시아가 도네츠크, 헤르손, 루한스크, 자포리자 주를 합병한 것과 관련하여 노바크의 고향인 도네츠크를 포함하여 그에게 제재를 가했다.

## 개인 생활
2020년 8월 18일, 러시아 총리 미하일 미슈스틴은 노바크가 코로나바이러스감염증-19 양성 반응을 보였다고 발표했다.

## 수상, 영예 및 이사직
2004년에 그는 크라스노야르스크 변경주 주지사로부터 표창을 받았다. 2006년에는 러시아 연방 통계청의 "2006년 전 러시아 농업 인구 조사 조직에 기여한 공로" 메달을 받았다.
2010년 7월부터 그는 통합항공기제작사 이사회 이사로 활동하고 있다.